# Geología de las islas Malvinas

Mapa geológico de las Islas Malvinas (combinación de la toponimia en castellano e inglés).

Las Islas Malvinas se encuentran en una proyección de la plataforma continental patagónica. Según geologos británicos, hace unos 400 millones años, las islas se separaron de lo que hoy es Sudáfrica, rotando 180.ª en su trayecto, derivando hacia el oeste hasta colisionar con la actual Sudamérica.
Sin embargo, no existen evidencias de sutura continental que respalde tal afirmación (ni en la plataforma, ni en la región de Patagonia), el subsuelo marino de la zona no coincide con una estructuración tectónica que evidencie compresión y colisión, los datos paleomagneticos no son coincidentes con la supuesta paleo-ubicación propuesta; además de que existe una clara correlación sedimentaria con los sedimentos devónicos y carboníferos de la Sierra de Ventania en Buenos Aires, y con los del Macizo Nordpatagonico; evidenciando que estas zonas estaban próximas entre sí. Esto último llevó a que varios geologos sudamericanos propongan que las islas prácticamente permanecieron en su actual ubicación, estando en un principio conformando parte de Patagonia , en la actual Sudamérica.
Los estudios sobre el fondo del mar que rodea las islas han indicado la posibilidad de que exista petróleo. La exploración intensiva de dicho recurso comenzó en 1996, aunque habían ocurrido algunos estudios sísmicos anteriores en la región.
Las descripciones de la geología de las Islas Malvinas han aparecido en varias publicaciones y se detallan a continuación.

## Formación de las Islas Malvinas (según geologos británicos)
Todo comenzó hace más de 400 millones de años con la aparición de diques intrusivos en la corteza del supercontinente Gondwana, a partir del cual se formaron una gran cantidad de fragmentos menores, entre ellos, las Islas Malvinas. Al principio el fragmento correspondiente a las islas se separó de la parte sureste de África y sobre una sección de lo que sería la Antártida para sufrir un giro de cerca de 180.º El interior de Gondwana estaba moteado con rocas cristalinas de más de 1000 millones de años, hoy en día presentes en el Complejo del Cabo Belgrano, y sus márgenes estaban cubiertos por fango y arena. La arena y el fango fueron llenando el borde del continente a medida que éste se hundía para finalmente endurecerse, y por este motivo es posible encontrar secuencias de estas rocas tan apartadas como en Sudáfrica, la Antártida Occidental y Brasil. En las Islas Malvinas se las conoce como Grupo Gran Malvina.
Hace cerca de 150 millones de años empezaron a sufrir un desplazamiento derivado del movimiento de placas tectónicas que empuja a las islas contra Sudamérica.
Hace 200 millones de años, los cambios en Gondwana empezaban a marcar su fin: las fuerzas tectónicas la desgarraron y láminas de basalto líquido fueron forzadas a rellenar las grietas que cortaban las capas sedimentarias. Esas coladas solidificadas pueden ser vistas hoy en día en forma de diques que cortan los estratos sedimentarios más antiguos, los cuales se encuentran principalmente en la parte sur de la Isla Soledad y en Sudáfrica.
Después de haberse acabado la Edad de Hielo, las fuerzas tectónicas deformaron a las islas, plegándolas, presionándolas unas con otras, dando lugar la formación de una cadena montañosa o cordillera, un fragmento de la cual ahora forma parte de las Alturas Rivadavia en la Isla Soledad. El peso de esta cadena montañosa sirvió para que la corteza terrestre se hundiera dando lugar a una cuenca delante de la misma. Las capas de arena y fango llenaron la cuenca a medida que ésta se hundía y luego se petrificaron para dar lugar a las rocas del Grupo Lafonia de las Malvinas. Rocas similares llenan la cuenca de Karoo a lo largo del sur de África.
Hace unos 290 millones de años la Tierra experimentó una edad de hielo y los glaciares avanzaron desde la región polar erosionando y transportando rocas que fueron depositadas en extensiones de morrenas, o se hundieron en el mar donde el glaciar terminaba flotando en una capa de hielo. Una vez que se petrificaron, los sedimentos formaron las rocas que ahora constituyen la Formación de Tilita de Fitzroy en las Malvinas. Rocas idénticas se encuentran al sur de África.

## Formación de las Islas Malvinas (según geologos sudamericanos)
Las Islas Malvinas no proceden de África, estando su origen más relacionado con la Patagonia y el Craton del Río de La Plata. Es probable que siempre haya tenido una posición similar a la actual.
El Basamento ígneo-metamórfico de las Islas posee una edad similar a los expuestos en Patagonia. La cubierta sedimentaria de la Isla presenta una clara correlación con los depósitos devónicos de la sierra de la Ventania (Buenos Aires); y con los depósitos de Cabo Blanco presentes en la Patagonia de Santa Cruz; compartiendo ambas la fauna Malvinocrafica. Esto incluso fue observado y descripto por Charles Darwin en su viaje por Sudamérica.
Los depósitos carboníferos glaciarios de Lafonia (presentes en las islas) poseen igual edad y procedencia de depósito que las Tillitas de Sauce Grande (presentes en Buenos Aires); siendo ambas correlacionables. Estas últimas, poseen clastos con los mismos Archeociatidos presentes en Malvinas, Patagonia, Antártida, y Ventania; siendo aun más evidente su correlación.
Un muestreo de circones comparando las Islas Malvinas con Patagonia, evidencia que ambas poseen edades similares, siendo repartidas en tres grupos: grenvilliano, pampeano, y ordovícico. Sudáfrica por su parte, posee circones con edades del Arqueano (no presente en malvinas), y grenvilliano; estando ausentes los circones pampeanos y ordovícicos.
La presencia de diques básicos jurásicos en la islas evidencian una tectónica distensiva, la cual se contradice con la compresión esperada en una zona de colisión. La inexistencia de suturas, tanto en el borde continental sudamericano, como en la Patagonia; no apoya la postura de colisión.
La cartografía del subsuelo marino no coincide con una zona de transcurrencia-compresión, sino más bien con una zona distensiva, propia de la apertura del Océano Atlántico. Esto último, precisamente, ayudó a generar las cuencas hidrocarburiferas de Malvinas Norte.
Finalmente, el basamento ígneo-metamórfico de edad greeviliana de las Islas (Complejo Cape Meredith), se continua por subsuelo hacia el este; estando presente en el banco de Ewing (localizado bajo el mar), en la Isla San Pedro (Georgia del Sur), y en el banco de Las Águilas (cerca de las costas africanas); evidenciando que todo el conjunto se comporto como un solo bloque continental. Es inadmisible postular la aloctonia de las Islas, ya que están relacionadas con diferentes sectores de las Antillas, además de Patagonia y Buenos Aires; y si fuera el caso, su desplazamiento no estaría relacionado con Sudáfrica.

## Estructura geológica de las Islas Malvinas

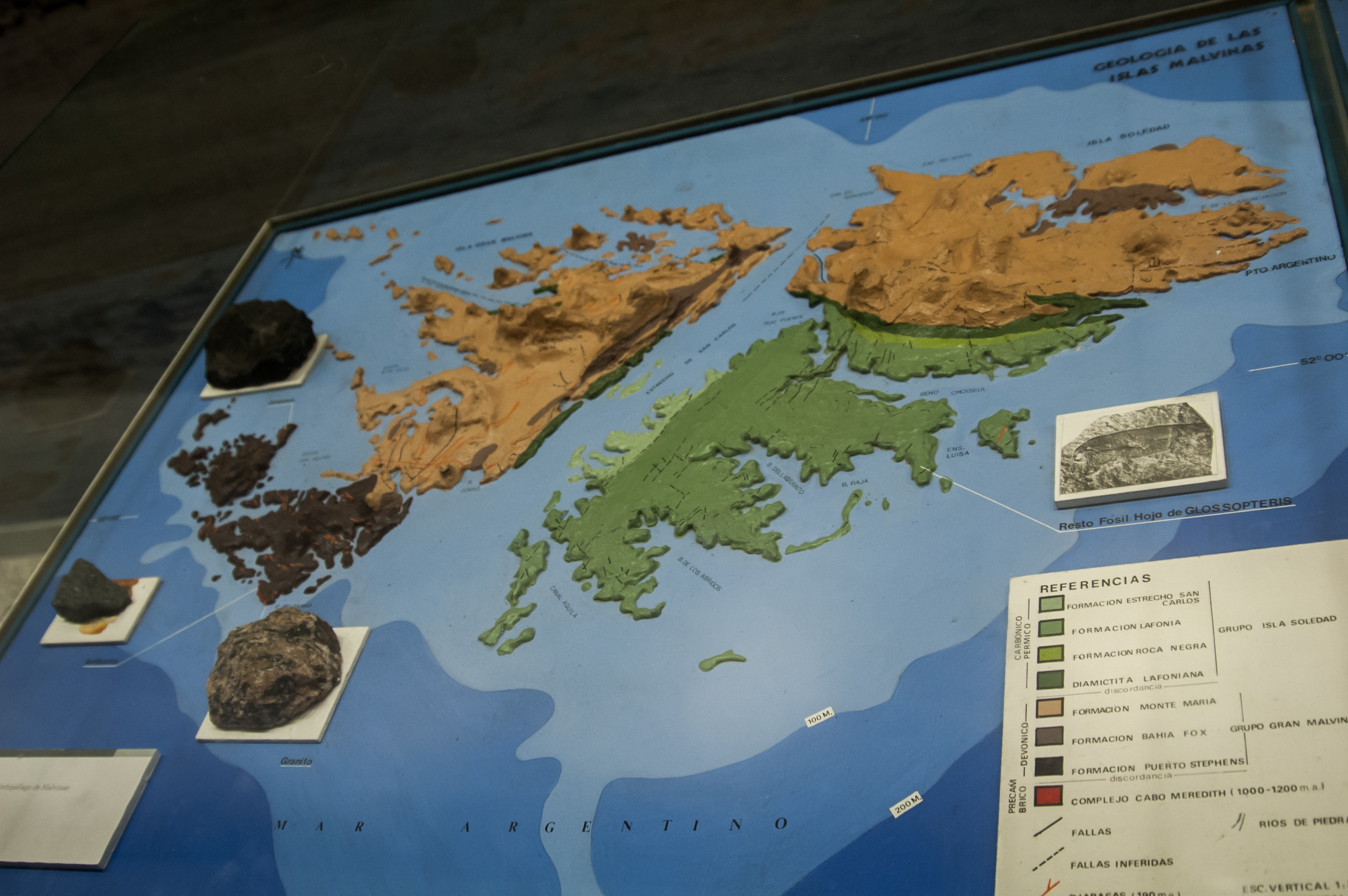
Maqueta de la geología de las islas en el Museo Malvinas e Islas del Atlántico Sur de Buenos Aires.

Localización de las Islas Malvinas en Gondwana.

Las rocas más antiguas en las Malvinas son el gneis y el granito presente en el Complejo del Cabo Belgrano, con una edad de 1100 millones de años (de acuerdo a estudios de datación radiométrica). Este tipo de rocas son visibles en los acantilados y el extremo sur de la Isla Gran Malvina. El complejo corresponde a las rocas cristalinas que formaban parte del interior del supercontinente Gondwana. Este tipo de rocas tiene, además, una gran similitud geológica a las rocas presentes en Natal (Sudáfrica) y las que se encuentran en la Tierra de Maud, en la Antártida.
Sobre las capas de gneis y las graníticas yacen otras capas de cuarcita, arenisca y lutita no físil en la Gran Malvina. La cuarcita que es más dura está presente en el Monte María (ubicado en la isla Gran Malvina). Estas rocas fueron depositadas en aguas someras por corrientes que transportaban sedimentos en dunas submarinas, este proceso dio lugar a la formación de estratificaciones cruzadas. A partir del estudio de estas estratificaciones que en el caso de las Islas Malvinas corren en dirección norte y comparándolas con las presentes en Sudáfrica, que corren hacia el sur, sirve de evidencia acerca de la rotación que experimentó el bloque que contenía a las islas.
Las areniscas en la parte central del Grupo de Gran Malvina contiene fósiles de animales que vivieron en aguas someras hace cerca de 400 millones de años. Se han encontrado caracoles, pétalos de flores, e incluso se han encontrado trilobites en algunos lugares. Exactamente el mismo ensamblaje de fósiles se encuentran en rocas del sur de Brasil, Sudáfrica y en las Montañas de Ellsworth en la Antártida.
A medida que la capa de hielo presente en Gondwana se esparcía acarreaba rocas de todos los tamaños formando tilitas, un tipo de roca que está formada por un grupo de pequeños granos de distintos tamaños. Se encuentran en la costa norte de la Gran Malvina. Rocas similares se encuentran en Sudáfrica.
Al finalizar la edad de hielo las rocas fueron comprimidas y plegadas por el movimiento de placas tectónicas. En las Malvinas las rocas fueron empujadas de norte a sur, mientras que en el Cinturón del Cabo Fold en Sudáfrica ocurrió lo contrario, corroborando una vez más la teoría de rotación del bloque de las Malvinas.
Las islas cuentan además con la presencia de diques de rocas ígneas que llenaron las grietas producidas por la fragmentación de Gondwana. Al solidificarse estos diques dejaron los rastros del campo magnético fueron encerrados en los minerales en formación. Esto sirve para determinar que el campo magnético registrado en estas rocas (de acuerdo a la orientación de los minerales) es opuesto al registrado en los diques de la misma generación en Sudáfrica. Por este motivo, los diques ígneos son la evidencia más contundente de la rotación de las Malvinas.
Unas de las características más particulares del paisaje malvinense son las corrimientos de rocas cerca de Monte Challenger y son el resultado de la última edad de hielo entre los 14.000 y 25.000 años atrás. La acción del frío intenso rompió la frágil capa de cuarcita que fueron trituradas y esparcidas varias veces durante los ciclos de congelamientos y deshielos distribuyéndolas a lo largo de franjas.

## Formación de diques de basalto
La ondulada planicie de Lafonia está constituida por areniscas del Grupo Lafonia durante el carbonífero-pérmico. Se formaron bajos bordes de areniscas donde fueron cortados verticalmente por diques de basalto. La presencia de un dique se evidencia gracias al proceso de erosión por el cual sobresalen sobre la superficie algunos peñascos de color más claro, esto se puede observar en la Isla Boungaiville. En Gran Malvina hay varios diques que cortan la corteza del Grupo Gran Malvina, pero estos diques, a diferencia de los anteriores, son químicamente más inestables por lo que han sido erosionados y lo único que queda de su existencia son huecos alineados. En los pequeños bordes de estos huecos se puede apreciar dónde está la arenisca que fue quemada y endurecida por el basalto caliente.

## Plegamientos en la isla Gran Malvina
En la mayor parte de la isla Gran Malvina los estratos del Grupo Gran Malvina están levemente inclinados respecto a la horizontal. Esta inclinación muestra distintos tipos de rocas en diferentes lugares. Las cuarcitas de Puerto Esteban y Puerto Argentino son más resistentes que las areniscas de la Formación Bahía Fox. La cadena montañosa Hornby, cerca del Estrecho de San Carlos has experimentado fuerzas de levantamiento y plegamiento por los cuales los lechos de cuarcita de Puerto Argentino se hallan inclinados a la vertical. A medida que la parte occidental crecía hacia el este, la capa de rocas fueron cubriendo la unión.

## Plegamientos en la isla Soledad
Donde isla Soledad está rodeada por rocas del Grupo Gran Malvina los estratos están muy deformados. Los estratos están muy plegados con inclinaciones verticales e incluso se da la presencia de pliegues recumbentes. Cuando las rocas son blandas, por ejemplo cerca de la Formación Bahía Fox son muy susceptibles a la erosión. Las cuarcitas más duras resisten mejor a la erosión y han creado un paisaje más irregular con capas de rocas muy inclinadas a lo largo de la cadena montañosa en la Isla Soledad desde Puerto Argentino hacia el oeste hasta las Alturas Rivadavia.

## Efectos de la edad de hielo
Hoy en día se pueden ver sobre las islas los residuos dejados por el proceso de erosión de la edad de hielo que ocurrió hace cerca de 25.000 y 15 000 años. Las cimas de las colinas han sufrido la mayor parte del proceso de congelamiento y deshielo. También se puede apreciar que debido a la región en las que están ubicadas las islas existen grandes corrientes de vientos que transportan los granos de arena a alturas cercanas al metro sobre el nivel del suelo, por este motivo las rocas y estructuras en forma de pilar presentan el mayor desgaste en las zonas inferiores, especialmente visibles en las partes más elevadas de la isla Gran Malvina donde las cuarcitas de la Formación de Puerto Esteban están expuestas en la superficie.
La última edad de hielo con sus ciclos de congelamiento culminó hace unos 15 000 años, los glaciares se formaron en algunas zonas elevadas modificando el paisaje creando en las laderas orientales de las montañas. Este era el lado barlovento protegido de los vientos que soplaban al oeste donde acumulaba la nieve año tras año. El clima podría haber sido bastante seco pero quizás fue el viento lo que evitó que los glaciares se formaran en otras partes. En la Isla Soledad se pueden ver cuencas llamadas circos glaciares en el Cerro Alberdi, y en la Isla Gran Malvina están en el Monte Independencia y en las Montañas Hornby.
Los corrimientos de rocas son otras de las características dejadas por la Edad de Hielo. Todos los peñascos que forman parte de los corrimientos son restos de cuarcitas que fueron molidas en repetidas veces a consecuencia de los repetidos ciclos de congelamientos y deshielos, se encuentran principalmente en la Formación de Puerto Argentino y en menor grado en la Formación de Puerto Esteban. Las excavaciones realizadas demuestran que el color en la parte superior de las rocas es distinto a la parte inferior debido al proceso de erosión del agua de lluvia que ha blanqueado a las piedras dejándoles un color grisáceo pálido. Por debajo, donde las rocas han sido protegidas de la erosión adquieren un color anaranjado debido al óxido de hierro.

## Sismología
El 25 de noviembre de 2013 un sismo de entre 6,9 a 7 grados de magnitud en la escala de Richter se produjo en la zona del Atlántico sur ubicada a 314 kilómetros de Puerto Argentino/Stanley, capital de Islas Malvinas y a 877 kilómetros de la ciudad de Ushuaia, capital de toda la provincia de Tierra del Fuego, informó el Servicio Geológico de Estados Unidos (USGS, por sus siglas en inglés). El epicentro del terremoto se registró a 10 kilómetros de profundidad en alta mar, sin registrarse víctimas.
El 11 de diciembre de 2014, hubo un terremoto de 7° en la escala de Richter a 314 kilómetros al sureste de la capital isleña en el Atlántico Sur, sin causar víctimas o daños. El epicentro se registró a 10 kilómetros de profundidad y a 877 kilómetros de Ushuaia, a las 3:27 de la mañana (UTC-3). Más tarde hubo una réplica de 5° también a 10 kilómetros de profundidad.

## Petróleo en las Islas Malvinas
El área de exploración de las Islas Malvinas se encuentra en el mar al norte de las mismas y cubre una superficie de 400.000 km² la cual contiene varias cuencas sedimentarias del mesozoico. Después de haberse realizado diferentes estudios sísmicos e inspecciones en tres dimensiones se cavaron seis pozos de exploración de los cuales cinco presentaron muestras de petróleo. Sin embargo, ninguno presentó indicios de cantidades comerciales.
De acuerdo a estudios realizados por la British Geological Survey con el liderazgo del geólogo Phil Richards se determinó que la generación de petróleo puede ocurrir a partir de los 2.700 metros bajo el nivel del mar, y una generación máxima ocurriría a partir de los 3000 m. Las principales rocas propensas en contener petróleo todavía no han sido penetradas porque están ubicadas a una profundidad superior a los 3 kilómetros bajo el nivel del mar.
Se ha llegado a la conclusión de que es probable de que más de 60 000 millones de barriles de petróleo hayan sido generados en la Cuenca Malvina Norte (de acuerdo a su nombre en inglés: North Falkland Basin). Estos datos están basados en los estudios de pirólisis obtenidos de los pozos y asumiendo la existencia de un intervalo de roca madura de un espesor cercano a los 400 m y cubriendo un área de 40 km por 40 km. Sin embargo, incluso con cifras más conservadoras para el espesor y superficie de la roca fuente, la riqueza y potencial generador de kerosenos, se calcula que cantidades significantes pueden haber sido expulsadas.
Ejemplo: en una zona de roca madura de 200 m de espesor, sobre un área de 35 km por 12 km, puede haber producido más de 11 500 millones de barriles de petróleo, incluso con la producción de 8 kg de hidrocarbono por tonelada.
Las rocas lacustre de color marrón son similares a las rocas fuente lacustre del Pérmico superior al sur de la Cuenca Junggar al noroeste de China, las cuales son las más ricas y más gruesas rocas fuente en el mundo.
De acuerdo a cálculos del índice potencial de producción (obtenido al multiplicar el contenido orgánico de la roca por su grosor y producción potencial de hidrocarbono) sugieren que las rocas de la Cuenca Malvina Norte están en el segundo lugar después de las rocas generadoras de la Cuenca Junggar, en términos de su potencial para el petróleo.
Los seis pozos excavados encontraron rocas de reservorio. Estos reservorios abarcan desde el jurásico superior hasta el cretácico superior.

### Estructura tectono-estratigráfica de la Cuenca Malvina Norte – análisis posteriores a los pozos de exploración
El relleno de la parte norte de la Cuenca Malvina Norte está dividido en 8 unidades tectono-estratigráficas. Hasta el momento la información bioestratigráfica recogida no es lo suficientemente abundante para establecer una secuencia de estratigráfica basada en datos palinológicos y paleontológicos. Por otra parte, las subdivisiones litoestratigráficas son únicamente útiles para describir la estratigrafía de pozos individuales, pero no sirve para realizar comparaciones debido a las variaciones litológicas laterales que existen entre las unidades.
La cuenca fue el lugar donde tuvo la deposición fluvio-lacustre durante las primeras y últimas etapas de la formación de crestas en la zona lo que dio lugar a la formación de un lago permanente hacia finales del proceso de hundimiento de la cresta. Al final de la formación de la cresta se dio un proceso de sedimentación que llegó a formar varios sistemas deltaicos creando un gran sistema de lagos.
Hacia finales de la fase postcresta, desde finales del albiano inferior o cenomaniano a principio del paleógeno superior, estaba caracterizada por, en primer lugar, el establecimiento de condiciones de costa marginales y finalmente condiciones totalmente marinas, a medida que se establecía una conexión marina con la cuenca.
En el caso de la Cuenca Malvinas, las condiciones marinas se dieron con antelación (jurásico inferior) y más tarde en la Cuenca San Jorge al noroeste, lo que sugiere que el desarrollo de condiciones marinas se originó desde el sur y fue extendiéndose hacia el norte. Después de un proceso de levantamiento en el paleógeno fue seguido por un proceso de hundimiento térmico además de la deposición marina/deltaica que tuvo lugar durante el resto del cenozoico.

### Historia de la exploración de petróleo
La exploración en las Islas Malvinas comenzó hacia finales de la década de 1970 con la adquisición de un set de datos regionales sísmicos por dos compañías de servicios petroleros. En ese entonces los datos disponibles no permitieron el comienzo de la exploración ya que el Gobierno de las Islas Malvinas no estaba preparado para ofrecer licencias de excavación, por otra parte, el inicio de la guerra en las islas por parte de Argentina en 1982 postergó toda exploración. En 1992 el Gobierno isleño contrató al British Geological Survey para que empezara el proceso de exploración. Después de una investigación inicial que reveló la existencia de varias cuencas mesozoicas se continuó con la investigación sísmica. El principal interés de exploración después de la primera ronda de licencias se localizó en el área de la Cuenca Malvina Norte, una cuenca fracturada de forma alargada en agua relativamente someras. Las cuencas ubicadas al sur y al este de las islas presentan un desafío tecnológico importante ya que se encuentran a una profundidad mayor.
Durante la oferta de licencias en 1996 siete compañías acordaron una campaña de excavación. Se realizaron 6 pozos los cuales fueron planeados para el primer período de 5 años de las nuevas licencias.
Junto con los datos geológicos y geofísicos extraídos durante la campaña de exploración también se recogieron datos medioambientales. Por otro lado, nuevas investigaciones en esta área fueron llevadas a cabo durante la campaña y fue objeto de estudio por los últimos años.

### Sistema de petróleo en la Cuenca Malvina Norte
Se encontró un sistema de roca fuente en la Cuenca Malvina Norte capaz de generar más de 102 kg hidrocarburo/t de roca. Aunque gran parte del grosor vertical de la roca fuente es inmadura es capaz de generar hidrocarbonos por debajo de los 2.700 m. La roca que genera la mayor cantidad está ubicada a una profundidad de cerca de 3000 m. Los cálculos acerca del volumen de roca que yace justo dentro de la franja madura de petróleo va desde 36 × 109 m³ hasta 400 × 109 m³, dependiendo de los datos sísmicos. En general se cree que en la cuenca se podría haber producido hasta 60 000 millones de barriles de petróleo.
Durante la exploración se han encontrado areniscas (cerca de 100 m de espesor) por encima del principal intervalo de roca fuente, con porosidades que llegan hasta el 30%. Sólo se han encontrado hasta ahora muy pocas areniscas con buenas propiedades de reserva en la sucesión de grietas debajo del intervalo de roca fuente principal, pero son pocos los pozos que se han penetrado hasta esa zona.
La falta de una gran presión en la cuenca sugiere que cualquier cantidad de petróleo producido podría haber migrado lateralmente, de esta manera, podría estar atrapado en reservorios de las grietas desarrollados debajo y a los costados de la roca fuente principal. La roca estudiada se encuentra fundamentalmente en la parte superior de la roca fuente y podría funcionar –dado su bajo nivel de porosidad- como un sello para la roca inferior y sólo estaría cortada en los bordes donde es atravesada por fallas.